# Жёлтый суслик
Жёлтый су́слик, или су́слик-песча́ник (лат. Spermophilus fulvus), — грызун рода сусликов, самый крупный из сусликов России.

## Внешний вид
Самый крупный из сусликов России: длина тела 23—38 см. Вес взрослых зверьков после спячки: самцов 700—900 г, самок 600—800 г, перед залеганием в спячку зверьки обоего пола весят до 1,6 кг. Длина хвоста 6,4—12 см (23—39 % длины тела). Защёчные мешки развиты слабо. У самок 6 пар сосков. 
Своё название жёлтый суслик получил за однотонную, песчано-жёлтую окраску спины, с примесью чёрных остевых волос. Окраска боков светлее, живота — ещё светлее, охристо-желтоватая. Хвост окаймлён двумя полосами: светло-жёлтой — наружной и более тёмной — внутренней. Молодые суслики отличаются более бледным, желтоватым окрасом с примесью бурых волос. Летние (июнь — июль) шубки у сусликов бледные, редкие, со слабо развитым подшёрстком. В остальное время мех длиннее и пышнее, более яркой, ржавой окраски. Размеры жёлтых сусликов с севера к югу и юго-востоку уменьшаются, а окраска светлеет, и в ней исчезают красновато-охристые тона (географическая изменчивость). Из 5 подвидов на территории России наиболее тёмной окраской отличается живущий в Заволжье и Волжско-Уральской полупустыне подвид С. f. orlovi.
В кариотипе жёлтого суслика 36 хромосом.

## Распространение
Жёлтый суслик распространён в нижнем Поволжье, Казахстане и на большей части равнинной Средней Азии. Северная граница ареала начинается на левом берегу Волги против Вольска, проходит южнее Калмыково (Западно-Казахстанская область) и идёт до западных частей пустыни Бетпак-Дала и долины реки Чу. Южнее ареал существует в виде отдельных островов в Средней Азии: в Узбекистане, доходя до городов Карши и Бухары; в Туркменистане — в низовьях Амударьи, в долинах рек Мургаб и Теджен и на западе страны. Отдельные очаги обитания известны в северо-восточном Иране и северо-западном Афганистане. Отсутствует на большей части Каракумов и Кызылкума.

## Образ жизни и питание
Он более других сусликов связан с пустынными ландшафтами (отсюда его второе название — «песчаник»). В нижнем Заволжье и западном Казахстане водится в сухой степи и полупустыне. В Средней Азии заселяет глинистые и лёссовые пустыни и полупустыни, такыры, солонцы, но голых песков избегает. Нередок также на орошаемых землях, где, как правило, селится в земляных насыпях вдоль оросительных каналов, и даже по окраинам сёл и городов.
Жёлтый суслик — одиночное животное, живёт разреженными колониями. В наиболее благоприятных условиях плотность популяции составляет 5—8 особей на 1 гектар. Из-за мозаичности основных местообитаний колонии часто удалены друг от друга на десятки и сотни километров. Каждый взрослый суслик занимает индивидуальный кормовой участок, площадь которого доходит до 2—5 га. Границы участка метятся и защищаются. Формы предупреждения, что участок занят, самые разные: от стояния столбиком на возвышениях до меток. Один способ необычен для других сусликов. Он заключается в том, что зверёк подбегает к холмику грунта у одной из своих нор и делает несколько копков передней лапой. При этом грунт подбрасывается вверх, образуя песчаный фонтан высотой до 1 м, хорошо заметный издали. 
Обычно на участке имеются норы постоянные, где суслик зимует, временные (весенне-летние) и «спасательные». Первые два типа нор имеют 1—2 хода, с гнездовой камерой, выстланной сухими листьями и стеблями, в глубине. Глубина норы жёлтого суслика — 1—3 м, протяжённость ходов — до 8 м. Спасательные норы мельче, представляют собой простой наклонный ход. Иногда суслики занимают под жильё норы большой песчанки; в свою очередь, их норы служат убежищем для многих мелких обитателей пустынь. 

Жёлтый суслик более осторожен и скрытен, чем другие суслики. При опасности стремительно скрывается в ближайшей норе или, застигнутый вдали от убежища, затаивается, припав к земле. Покровительственная окраска помогает ему сливаться с песчаной почвой. При опасности испускает резкий пронзительный свист, который, по факту, является криком, так как звук издаётся с полностью открытым ртом при максимальном напряжении дыхательной мускулатуры.

### Питание
В большинстве мест своего обитания жёлтый суслик является основным потребителем растительности. Он питается полупустынными и пустынными эфемерами, луковицами и клубнями, семенами и побегами полыней, злаков и др. В его рационе до 30 видов растений. В период накопления жира суслики проводят в поисках корма практически весь светлый день, потребляя до 200 г пищи. Воду суслик не пьёт, довольствуясь влагой, содержащейся в кормах. Запасов корма не делает.

## Жизненный цикл
Зимняя спячка у жёлтых сусликов длится очень долго, до 9 месяцев. Пробуждаются они: на юге ареала — с конца февраля, на севере — в марте. Первыми, как и у других видов, просыпаются самцы, затем самки и позже всех — молодые зверьки. Вслед за пробуждением начинается гон, который обычно длится 10—15 дней. В это время хорошо слышны звонкие, отрывистые голоса самцов и более протяжные и хриплые крики самок. Помёт в год один; беременность — 30 дней. Выводки появляются с апреля по май. Число детёнышей в выводке от 4 до 14 и даже 17 (обычно 6—8); на севере ареала выводки крупнее. Лактация длится 30—40 дней; в мае—июне детёныши покидают мать и расселяются.
Бодрствует жёлтый суслик всего 2,5—4 месяца в году. За это время он непрерывно отъедается, прячась в нору только в самые жаркие часы. В этот же период проходит линька. С наступлением жаркого времени года, когда растительность выгорает, часть сусликов с возвышенностей переселяется в низины, где дольше сохраняется травяной покров. Однако в Средней Азии и южном Казахстане в июне — начале июля большинство сусликов впадает в летнюю спячку, которая без перерыва переходит в зимнюю. В северной части ареала в спячку суслики залегают с конца июля и до следующей весны. Порядок залегания в спячку обратный по отношению к пробуждению — последними засыпают молодые зверьки, которые иногда встречаются на поверхности даже осенью.
Продолжительность жизни — более 3 лет, причём половой зрелости жёлтые суслики достигают лишь на 2—3 году жизни. Основными факторами, влияющими на численность вида, являются весенние заморозки, плохие кормовые условия и смертность молодняка. Хозяйственная и промысловая деятельность человека также сильно влияет на состояние популяции.
Основными врагами жёлтого суслика выступают степной хорёк, перевязка, волк и лисица, а среди птиц — степной орёл и орёл-могильник. Для молодняка весной опасность представляют и менее крупные птицы (такие, как курганник и ястреб-перепелятник).
Жёлтый суслик выступает как пастбищный конкурент сайги и джейрана.

## Хозяйственное значение
Жёлтого суслика, в отличие от других видов, нельзя отнести к числу серьёзных вредителей сельского хозяйства. Наносит незначительный ущерб всходам бахчевых и огородных культур, посевам зерновых. В некоторых частях ареала участвует в переносе возбудителей чумы.
Из-за ценного меха является объектом охоты. Его ранневесенние шкурки легко имитировать под норку. Сало жёлтого суслика съедобно и пригодно для технических целей.